# Тягун-Таловский
Тягун-Таловский (также известен как Старый Тягун) — упразднённый поселок в Заринском районе Алтайского края. На момент упразднения входил в состав Тягунского поссовета. В 1983 году включен в состав посёлка Тягун.

## География
Располагался в отрогах Салаирского кряжа, на левом берегу реки Таловка (приток реки Степной Аламбай) в месте впадения в нее реки Тягушонок, приблизительно в 1,5 км (по-прямой) к северо-востоку от станции Тягун.

## История
Населенный пункт возник как одноименный прииск на железнорудном месторождении.
Решением Алтайского краевого исполнительного комитета от 28.12.1983 года № 436 поселок был включен в состав рабочего посёлка Тягун и исключен из учётных данных.